# Финале Конкакафовог златног купа 2019.
Финале Златног купа Конкакафа 2019. је била фудбалска утакмица која је одредила победнике Златног купа Конкакафа за 2019. годину. Меч је одржан на Солџер филду у Чикагу, Илиноис, Сједињене Америчке Државе, 7. јула 2019. године, а у финалу су играле репрезентације Мексика и Сједињених Државава.
Било је то шесто финале Златног купа у којем су се такмичили Мексико и Сједињене Државе, а прво од 2011. године. Мексико је освојио Златни куп седам пута, док су га Сједињене Државе освојиле шест пута. Мексико је победио у финалу са резултатом од 1 : 0, јединим голом који је постигао Џонатан дос Сантос у другом полувремену, за  осму титулу Мексика у Златном купу.

## Пут до финала
| Противник                                                   | Резултат                                                    | Групна фаза                                       | Противник            | Резултат        |                                   |                 |                                               |                                               |                                               |                                                |                   |                  |                    |                |                  |            |                                  |               | | |
| Куба                                                        | 7 : 0                                                       | Утакмица 1                                        | Гвајана              | 4 : 0           |                                   |                 |                                               |                                               |                                               |                                                |                   |                  |                    |                |                  |            |                                  |               | | |
| Канада                                                      | 3 : 1                                                       | Утакмица 2                                        | Тринидад и Тобаго    | 6 : 0           |                                   |                 |                                               |                                               |                                               |                                                |                   |                  |                    |                |                  |            |                                  |               | | |
| Мартиник                                                    | 3 : 2                                                       | Утакмица 3                                        | Панама               | 1 : 0           |                                   |                 |                                               |                                               |                                               |                                                |                   |                  |                    |                |                  |            |                                  |               | | |
| Победник групе А {{ 1. invoke:Sports table\|main\|style=WDL | Победник групе А {{ 1. invoke:Sports table\|main\|style=WDL | template_name=2019 CONCACAF Gold Cup group tables | class_rules=Нерешено | source=Конкакаф | team2=CAN \|team3=MTQ \|team4=CUB | update=complete | draw_MEX=0 \|loss_MEX=0 \|gf_MEX=13\|ga_MEX=3 | draw_CAN=0 \|loss_CAN=1 \|gf_CAN=12\|ga_CAN=3 | draw_MTQ=0 \|loss_MTQ=2 \|gf_MTQ=5 \|ga_MTQ=7 | draw_CUB=0 \|loss_CUB=3 \|gf_CUB=0 \|ga_CUB=17 | name_MEX= Мексико | name_CAN= Канада | name_MTQ= Мартиник | name_CUB= Куба | res_col_header=Q | result2=KO | text_KO=Кв. се за Нокаут фазу }} | Крајња табела | Победник групе Д \| Pos \| Тим \| О \| П \| Н \| И \| ГД \| ГП \| ГР \| Бод. \| Qualification \| \| --- \| ----------------- \| - \| - \| - \| - \| -- \| -- \| --- \| ---- \| --------------------- \| \| 1 \| Сједињене Државе \| 3 \| 3 \| 0 \| 0 \| 11 \| 0 \| +11 \| 9 \| Кв. се за Нокаут фазу \| \| 2 \| Панама \| 3 \| 2 \| 0 \| 1 \| 6 \| 3 \| +3 \| 6 \| Кв. се за Нокаут фазу \| \| 3 \| Гвајана \| 3 \| 0 \| 1 \| 2 \| 3 \| 9 \| −6 \| 1 \| \| \| 4 \| Тринидад и Тобаго \| 3 \| 0 \| 1 \| 2 \| 1 \| 9 \| −8 \| 1 \| \|Извор: Конкакаф · Rules for classification: Нерешено | Победник групе Д \| Pos \| Тим \| О \| П \| Н \| И \| ГД \| ГП \| ГР \| Бод. \| Qualification \| \| --- \| ----------------- \| - \| - \| - \| - \| -- \| -- \| --- \| ---- \| --------------------- \| \| 1 \| Сједињене Државе \| 3 \| 3 \| 0 \| 0 \| 11 \| 0 \| +11 \| 9 \| Кв. се за Нокаут фазу \| \| 2 \| Панама \| 3 \| 2 \| 0 \| 1 \| 6 \| 3 \| +3 \| 6 \| Кв. се за Нокаут фазу \| \| 3 \| Гвајана \| 3 \| 0 \| 1 \| 2 \| 3 \| 9 \| −6 \| 1 \| \| \| 4 \| Тринидад и Тобаго \| 3 \| 0 \| 1 \| 2 \| 1 \| 9 \| −8 \| 1 \| \|Извор: Конкакаф · Rules for classification: Нерешено |
| Противник                                                   | Резултат                                                    | Нокаут фаза                                       | Противник            | Резултат        |                                   |                 |                                               |                                               |                                               |                                                |                   |                  |                    |                |                  |            |                                  |               | | |
| Костарика                                                   | 1 : 1 (п. с. н.) (5 : 4, пен.)                              | Четвртфинале                                      | Курасао              | 1 : 0           |                                   |                 |                                               |                                               |                                               |                                                |                   |                  |                    |                |                  |            |                                  |               | | |
| Хаити                                                       | 1 : 0 (п. с. н.)                                            | Полуфинале                                        | Јамајка              | 3 : 1           |                                   |                 |                                               |                                               |                                               |                                                |                   |                  |                    |                |                  |            |                                  |               | | |
| Pos                                                         | Тим                                                         | О                                                 | П                    | Н               | И                                 | ГД              | ГП                                            | ГР                                            | Бод.                                          | Qualification                                  |                   |                  |                    |                |                  |            |                                  |               | | |
| 1                                                           | Сједињене Државе                                            | 3                                                 | 3                    | 0               | 0                                 | 11              | 0                                             | +11                                           | 9                                             | Кв. се за Нокаут фазу                          |                   |                  |                    |                |                  |            |                                  |               | | |
| 2                                                           | Панама                                                      | 3                                                 | 2                    | 0               | 1                                 | 6               | 3                                             | +3                                            | 6                                             | Кв. се за Нокаут фазу                          |                   |                  |                    |                |                  |            |                                  |               | | |
| 3                                                           | Гвајана                                                     | 3                                                 | 0                    | 1               | 2                                 | 3               | 9                                             | −6                                            | 1                                             |                                                |                   |                  |                    |                |                  |            |                                  |               | | |
| 4                                                           | Тринидад и Тобаго                                           | 3                                                 | 0                    | 1               | 2                                 | 1               | 9                                             | −8                                            | 1                                             |                                                |                   |                  |                    |                |                  |            |                                  |               | | |

### Репрезентација Мексика
Мексико, познат под популарним надимком Ел Три, био је најуспешнији тим у историји Златног купа, који је освојио турнир седам пута од 1993. године до последњи пут 2015. године. Тим се аутоматски квалификовао за Златни куп 2019. због учешћа у финалној рунди регионалних квалификација за Светско првенство 2018. године. Ово је био први турнир под вођством Херарда „Тата“ Мартина, који је преузео дужност главног тренера у јануару 2019. године након што је напустио Атланта Јунајтед из Мајџор лиг сокера (МЛС). Мартино је именовао свој прелиминарни списак у мају, изостављајући редовне стартере као што су Карлос Вела, Хавијер Ернандез, Ђовани дос Сантос, Ирвинг Лозано, Хесус Мануел Корона и Ектор Ерера због захтева од играча због личних разлога или због времена за опоравак.
Мексико је извучен у Групу А заједно са Канадом, Кубом и Мартиником, сви су се квалификовали кроз прелиминарне рунде Лиге нација.  У свом уводном мечу против Кубе на Роз боулу, Мексико је победио са 7 : 0 уз хет-трик за Уријела Антуна из локалног ЛА Галаксија, који је касно ушао на списак да замени повређеног Хорхеа Санчеза, и још два гола Раула Хименеза. Тим Мексика је са победом у другој утакмици обезбедио пласман у четвртфинале победивши Канаду са 3 : 1 у Денверу, голом у првом полувремену који је постигао везиста Роберто Алварадо и још два гола у другом полувремену које је постигао замена Андреса Гварада. Лукас Кавалини је постигао утешни гол за Канађане у 75. минуту, смањивши вођство на 2 : 1 пре другог Гвардаовог гола. Мартино је одлучио да одмори неколико стартних играча у последњој утакмици групне фазе против Мартиника, где је Ел Три повео у првом полувремену голом Антуне, али је дошло до изједначење слободним ударцем нападача Мартиника, Кевина Парсемена у 56. минуту. Хименез и дефанзивац Фернандо Наваро су додали још по један гол за победу Мексика резултатом 3 : 2 након што је Џорди Делем успео да постигне утешни гол у 84. минуту за Мартиник.
У четвртфиналу Мексико је у Хјустону играо са вицешампионом Групе Б, Костариком. Повели су у првом полувремену поготком Хименеса, али су у 52. минуту досуђен је пенал за Костарику после контроверзног фаула над Џоелом Кембелом. Капитен Костарике Брајан Руиз постигао је гол са беле тачке и изједначио резултат. Обе екипе су имале шансе да постигну гол у регуларном делу и продужецима, укључујући и ударац Џонатана Макдоналда који је одбранио мексички голман Гиљермо Очоа, али је резултат остао 1 : 1 и приступило се извођењу једанаестераца. Хименезу, који је први извео једанаестерац, одбрањен је ударац од стране Леонела Мореире, али је промашај Рендала Лила (Костарика) продужило извођење пенала до свих пет рунди, у шестом круго, Очоа је одбранио пенал Кишера Фулера и тако донео Мексику победу у распуцавању резултатом 5 : 4.

Мексико је прошао у полуфинале да би играо против победника Групе Б, репрезентације Хаитија, који је савладао Канаду са 3 : 2 у четвртфиналу.  Мартино је суспендован због два узастопна жута картона. Утакмица је била без голова на крају регуларног времена упркос неколико шанси за Мексико, укључујући две одбране голмана Џонија Пласида. Хименез је фаулиран у казненом простору и досуђен је једанаестерац за Мексико, који је Хименез успешно извео у 93. минуту. Хаити у даљњем току утакмице није успео да изједначи. Хаити је пропустио шансу у 119. минуту када су погодили пречку и тако је Мексико прошао у финале са победом од 1 : 0.

### Репрезентација САД
Сједињене Државе, примарни домаћин турнира, биле су браниоци титуле Златног купа и друге најуспешније у такмичењу, са шест титула у десет наступа у финалу. Имају велико ривалство са Мексиком, са којим су се сусрели у пет претходних финала Златног купа, победивши само једном. САД су се квалификовале као још један учесник у последњој рунди квалификација за Светско првенство, где су пропустиле Светско првенство први пут од 1986. године. Након годину дана са привременим менаџером, Грег Берхалтер, из Колумбус Круа, је ангажован за главног тренера репрезентације у децембру 2018. године. У своја прва четири меча као селектор САД био је непоражен док су играле против противника из Централне и Јужне Америке са експерименталним поставама. Берхалтеров прелиминарни списак Златног купа искључио је неколико ветерана, укључујући дефанзивце Деандреа Једлина и Џона Брукса и голмана Била Хамида. У коначном списку, објављеном након два егзибициона пораза, одлучио је да искључи младог нападача Џоша Сарџента и замени га са Тајлером Бојдом, који до тада није играо за САД пошто је био држављанин Новог Зеланда.
Американци су играли у Групи Д. Прву утакмицу су играли против дебитаната Златног купа Гвајане и Панаме која се пласирала на Светско првенство испред САД и Тринидада и Тобага. Сједињене Државе су играле прво против Гвајане на Алијанц филду у Минесоти, победивши са 4 : 0 головима Пола Ариоле, Тајлера Бојда (два гола) у његовом другом мечу за тим, и Гјасија Зардеса. Американци су победили са 6 : 0 у мечу против Тринидада и Тобага у Кливленду, обезбедивши тиме пласман у четвртфинале, са по два гола Зардеса и Арона Лонга, и по једним Кристијана Пулишића и Пола Ариоле. Потпуно ротирана америчка екипа затворила је групу победивши Панаму резултатом 1 : 0 у Канзас Ситију и завршила на врху табеле, Џози Алтидор постигао је једини гол на утакмици у 66. минуту маказицама након што Панама није успела да избије лопту у корнер.
САД су се суочиле са карипском екипом Курасаом у четвртфиналу након што је тим неочекивано завршио на другом месту у Групи Ц на основу боље гол разлике. Американци су повели у 25. минуту, ударцем главом Вестона Мекенија са 4 yd (3,7 m), и одржани су тај резултат до краја утакмице. Утакмица је играна у Филаделфији. Полуфинални меч против Јамајке у Нешвилу, реванш претходног финала, почео је голом Мекенија у деветом минуту да би завршио дугу серију додавања, али је меч прекинут у 16. минуту због невремена. Настављено је 90 минута касније и Јамајка је у почетку била доминантна, али је примила гол у 52. минуту, Кристијан Пулишић је спровео у гол одбијену лопту од голмана Андреа Блејка, који је претходно одбио ударац Џордана Мориса. Шамар Николсон је постигао гол главом у 69. минуту и смањио предност на један гол, али је Пулишић постигао свој други гол у 87. минуту након још једне одбијене лопте од голмана Блејка. САД су победиле резултатом 3 : 1 и пласирале се у своје друго узастопно финале, пошто су примиле само један гол.

## Место одржавања
Финала утакмица је одиграна на Солџер филду, стадиону америчког фудбала у Чикагу, Илиноис. Стадион има капацитет да прими 61.500 гледалаца и првенствено га користе Чикашки медведи из Националне фудбалске лиге, али је у прошлости био домаћин Чикаго фајер из МЛСа. Солџер фиелд је био домаћин два претходна финала Златног купа и то 2007. и 2013. године када су се у овој другој утакмици већ једном састале екипе Сједињених Држава и Мексика, као и неколико мечева на Светском првенству у фудбалу 1994. године, Светском првенству у фудбалу за жене 1999. и Копа Америке сентенарио 2016. године . Конкакаф је објавио избор Солџер фиелда као места за финале 27. септембра 2018. године. Карте за меч су биле распродате пре полуфинала, а Конкакаф је одржао специјалне навијачке префиналне догађаје на Јунион стејшну уочи финала.

## Пре меч

### Распоред
Финале Златног купа одржано је истог дана када и финале ФИФА Светског првенства за жене, које је одиграно раније током дана и укључивало је женску репрезентацију Сједињених Држава, и финале Копа Америке. Заказивање три догађаја је критиковано као пример да се женски фудбал деприоризира од стране ФИФА, која је то назвала „ретком и узбудљивом појавом“. Председник Конкакафа, Виктор Монтаљани, рекао је да је заказивање финала Златног купа резултат „чиновничке грешке“ и да сукоб није реализован све док није било касно да се промени. Време финала за оба америчка тима резултирало је упоређивањем њихових признања, уоквиреним текућом дебатом око разлике у платама за женски тим.

## Финална утакмица

### Резиме
Утакмица је почела у 21:15 по централном времену пред распродатом, промексичком публиком од 62.493 гледалаца на Солџер фиелду. Мексички везиста Џонатан дос Сантос је веђ у првом минуту упутио попасан ударац на гол који је одбранио Зек Стефен, али је већина каснијих раних шанси припала Сједињеним Државама. Утрчавање у шеснаестерац Кристијана Пулишића, четири минута касније, резултирало је ударцем који је одбранио голман Гиљермо Очоа, док је покушај Жозија Алтидора у осмом минуту отишао поред гола. Мексико је преузео контролу над поседом средине терена и створио још једну шансу у 16. минуту, када је Родолфо Пизаро послао пас ка капитену Мексика Андресу Гвардаду у казнени простор који је успешно избацио Пол Ариола. Ариола је имао прилику да постигне гол у 31. минуту, прешавши неколико одбрамбених играча у казненом простору али је шутирао из мртвог угла па је лопта завршила поред гола. Непосредно пре краја првог полувремена, фаул који је направљен над Родолфом Пизаром довео је до његове повреде, али се он ипак вратио у друго полувремену, са премотаним лактом.
Почетком другог полувремена, Хектор Морено је ударио Жозе Алтидора коленом у леђа, што је резултирало сукобом са америчким капитеном Вестоном Мекенијем, којег је Андрес Гвардадо ухватио за врат. Судија Марио Ескобар, који је био испред Мекенија током инцидента, није показао ниједан картон. Пет минута касније, Гвардадо је одбранио ударац главом Џордана Мориса са гол-линије, што је изазвало промену темпа у корист Мексика. Амерички тренер Грег Берхалтер увео је Кристијана Ролдана и Гјасија Зардеса да поврате контролу и смире мексички напад, али безуспешно. Дос Сантос је постигао једини гол на утакмици у 73. минуту, примио је кратак пас од Раула Хименеса и шутирао са 16 yd (15 m) и савладао Штефена. Сједињене Америчке Државе су пропустиле неколико шанси за изједначење, укључујући и секвенцу у 88. минуту у којој је Ролдан шутирао на одбијену лопту од Очое коју је Гвардадо својим лицем одбранио са гол линије.

### Детаљи
| Мексико            | v        | Сједињене Државе |
| ------------------ | -------- | ---------------- |
| 1 - дос Сантос 73’ | Извештај | 0                |

| Мексико | САД |

| Голман          | 13 | Гиљермо Очоа            |  |     |
| RB              | 21 | Луис Алфонсо Родригез   |  |     |
| CB              | 3  | Карлос Салседо          |  |     |
| CB              | 15 | Ектор Морено            |  |     |
| LB              | 23 | Хесус Гаљардо           |  |     |
| CM              | 6  | Џонатан дос Сантос      |  |     |
| CM              | 4  | Едсон Алварез           |  |     |
| CM              | 18 | Андрес Гвардадо (c)     |  | 89’ |
| RF              | 22 | Уриел Антуна            |  | 86’ |
| CF              | 9  | Раул Хименез            |  |     |
| LF              | 20 | Родолфо Пизаро          |  | 81’ |
| Замене:         |    |                         |  |     |
| MF              | 8  | Карлос Алберто Родригез |  | 81’ |
| FW              | 11 | Роберто Алварадо        |  | 86’ |
| DF              | 5  | Дијего Антонио Рејес    |  | 89’ |
| Селектор:       |    |                         |  |     |
| Херардо Мартино |    |                         |  |     |

| Голман         | 1  | Зак Стефен        |  |     |
| RB             | 14 | Реџи Кенон        |  |     |
| CB             | 19 | Мат Миазга        |  |     |
| CB             | 23 | Ерон Лонг         |  |     |
| LB             | 13 | Тим Рим           |  | 83’ |
| CM             | 8  | Вестон Мекени (c) |  |     |
| CM             | 10 | Кристијан Пулишић |  |     |
| CM             | 4  | Мајкл Бредли      |  |     |
| RF             | 11 | Џордан Морис      |  | 61’ |
| CF             | 17 | Џози Алтидор      |  | 64’ |
| LF             | 7  | Пол Ариола        |  |     |
| Замене:        |    |                   |  |     |
| MF             | 15 | Кристијан Ролдан  |  | 61’ |
| FW             | 9  | Гијаси Зардес     |  | 64’ |
| DF             | 16 | Денијел Ловиц     |  | 83’ |
| Селектор:      |    |                   |  |     |
| Грег Берхалтер |    |                   |  |     |

| Играч утакмице: Џонатан дос Сантос (Мексико) Помоћни судија: Вилијам Аријета (Костарика) Умберто Панхо (Гватемала) Четврти судија: Хуан Габријел Калдерон (Костарика) | Правила - 90 минута. - 30 минута продужетка ако је потребно. - Једанаестерци ако је скор и даље изједначен. - Максимално три замене, уз четврту дозвољену у продужецима. |

| centrado          |
| Мексико           |
| Шампион · Мексико |
| 8. титула         |

## Закључак
Мексико је освојио своје осмо првенство Златног купа, укључујући четири од претходних шест издања. Утакмица је означила крај победничког низа селекције САД у Златном купу који је почео 2017. године.